# مسیه ۹۱
مسیه ۹۱(به انگلیسی: Messier 91) (یا NGC 4548) یک کهکشان مارپیچی در فاصله‌ای حدود 63 million سال نوری و در صورت فلکی گیسو است.